# Willy Bostelmann
Rul Staats Willy Bostelmann (* 7. Januar 1934 in Hamburg; † 3. Mai 1969 in Rostock) war ein deutscher Mediziner und Hochschullehrer.

## Leben

### Familie
Willy Bostelmann wurde als erstes Kind des kaufmännischen Angestellten Willy Bostelmann und dessen Ehefrau Maria (geb. Müller; † 1951 in Bayern) in Hamburg geboren. 
Er war verheiratet mit der Ärztin Ilse Bostelmann (geb. Zels) und hatte drei Töchter.

### Werdegang
Nach dem frühen Tod seiner Mutter im Jahr 1951 wuchs Willy Bostelmann in einer von den Wirren des Zweiten Weltkriegs geprägten Zeit auf. Er besuchte nach seiner Einschulung in Hamburg 1940 verschiedene Schulen, bevor er 1949 im Seebad Ahlbeck die 8. Klasse abschloss. Die anschließende Oberschulzeit beendete er 1953 mit dem Abitur an der Oberschule in Heringsdorf.
Im Herbst 1953 begann er sein Medizinstudium an der Universität Greifswald, das er nach vier Semestern mit dem Physikum abschloss. Anschließend wechselte er zur Universität Rostock, wo er 1959 das medizinische Staatsexamen ablegte und die Approbation als Arzt erhielt.
Während seiner beruflichen Laufbahn war er zunächst als Pflichtassistent am Institut für Allgemeine und Spezielle Pathologie der Universität Rostock tätig. Seine Promotion zum Dr. med. erfolgte 1960 mit seiner Dissertation Ergebnisse und Bedeutung des Erregernachweises bei der kindlichen Tuberkulose. 1964 erlangte er die Facharztanerkennung für Pathologische Anatomie und wurde 1966 zum Oberarzt ernannt. Im Jahr 1967 habilitierte er sich mit einer Arbeit über die Zirbeldrüse der Ratte, die international Anerkennung fand; 1968 erfolgte seine Berufung zum Dozenten des Fachgebietes Pathologie.
In der akademischen Selbstverwaltung war er seit 1966 Leiter der Abteilung für Histopathologie.
Er war nicht nur ein geschätzter Wissenschaftler, sondern auch ein engagierter Lehrer. Er setzte sich als Initiator aktiv für die Studienreform an der Universität Rostock ein und förderte die wissenschaftliche Mitarbeit seiner Studenten. Seine Forschung konzentrierte sich auf enzymhistochemische Verhältnisse in krankhaften Organen sowie die Pathologie der Epiphyse. In den letzten Jahren seines Lebens widmete er sich experimentellen Arbeiten über den mütterlich-kindlichen Stofftransport im Bereich der Plazenta.
Er veröffentlichte zahlreiche wissenschaftliche Arbeiten und hielt Vorträge, einschließlich internationaler Konferenzen. Für seine herausragenden Leistungen erhielt er zweimal die Medaille für ausgezeichnete Leistungen.
Willy Bostelmann verstarb unerwartet im Alter von 35 Jahren in Rostock. Günter Heidorn verfasste als Rektor der Universität Rostock seinen Nachruf.

## Mitgliedschaften
Seit 1952 war Willy Bostelmann Mitglied der SED und seit 1959 des FDGB.

## Schriften (Auswahl)
- Ergebnisse und Bedeutung des Erregernachweises bei der kindlichen Tuberkulose. Dargestellt an Hand des tuberkulösen Krankengutes der Univ.-Kinder-Klinik Rostock in den Jahren 1953-1957. Rostock, 1960.
- Elektronenoptische und enzymhistochemische Beiträge zur Orthologie und experimentellen Pathologie der Zirbeldrüse (Epiphysis cerebri) der Ratte. Rostock, 1967.